# Marchaux-Chaudefontaine
Marchaux-Chaudefontaine ist eine französische Gemeinde mit 1429 Einwohnern (Stand: 1. Januar 2022) im Département Doubs in der Region Bourgogne-Franche-Comté. Sie gehört zum Arrondissement Besançon und ist Mitglied im Gemeindeverband Grand Besançon Métropole.
Die Gemeinde entstand am 1. Januar 2018 als Commune nouvelle durch Zusammenlegung der beiden Gemeinden Marchaux und Chaudefontaine, die in der Commune nouvelle keinen Status als Communes déléguées besitzen. Der Verwaltungssitz befindet sich im Ort Marchaux.

## Gliederung
| Ortsteil                   | ehemaliger INSEE-Code | Fläche (km²) | Einwohnerzahl (2015) |
| -------------------------- | --------------------- | ------------ | -------------------- |
| Chaudefontaine             | 25137                 | 06,33        | 0212                 |
| Marchaux (Verwaltungssitz) | 25368                 | 10,06        | 1235                 |

## Geographie
Marchaux-Chaudefontaine liegt etwa zwölf Kilometer nordöstlich von Besançon. Umgeben wird Marchaux-Chaudefontaine von den Nachbargemeinden Venise, Champoux und Moncey im Norden, Corcelle-Mieslot im Nordosten, Pouligney-Lusans und Châtillon-Guyotte im Osten, Amagney im Süden, Thise und Braillans im Südwesten sowie Vieilley im Westen.
Durch die Gemeinde führt die Autoroute A36.

## Sehenswürdigkeiten
- Kirche Saint-Martin in Marchaux, ursprünglich aus dem 10. Jahrhundert, von 1715 bis 1719 neu errichtet
- Kapelle Saint-Guérin in Chaudefontaine
- Waschhaus in Marchaux von 1826, seit 1990 Monument historique
- Waschhaus Saint-Guérin

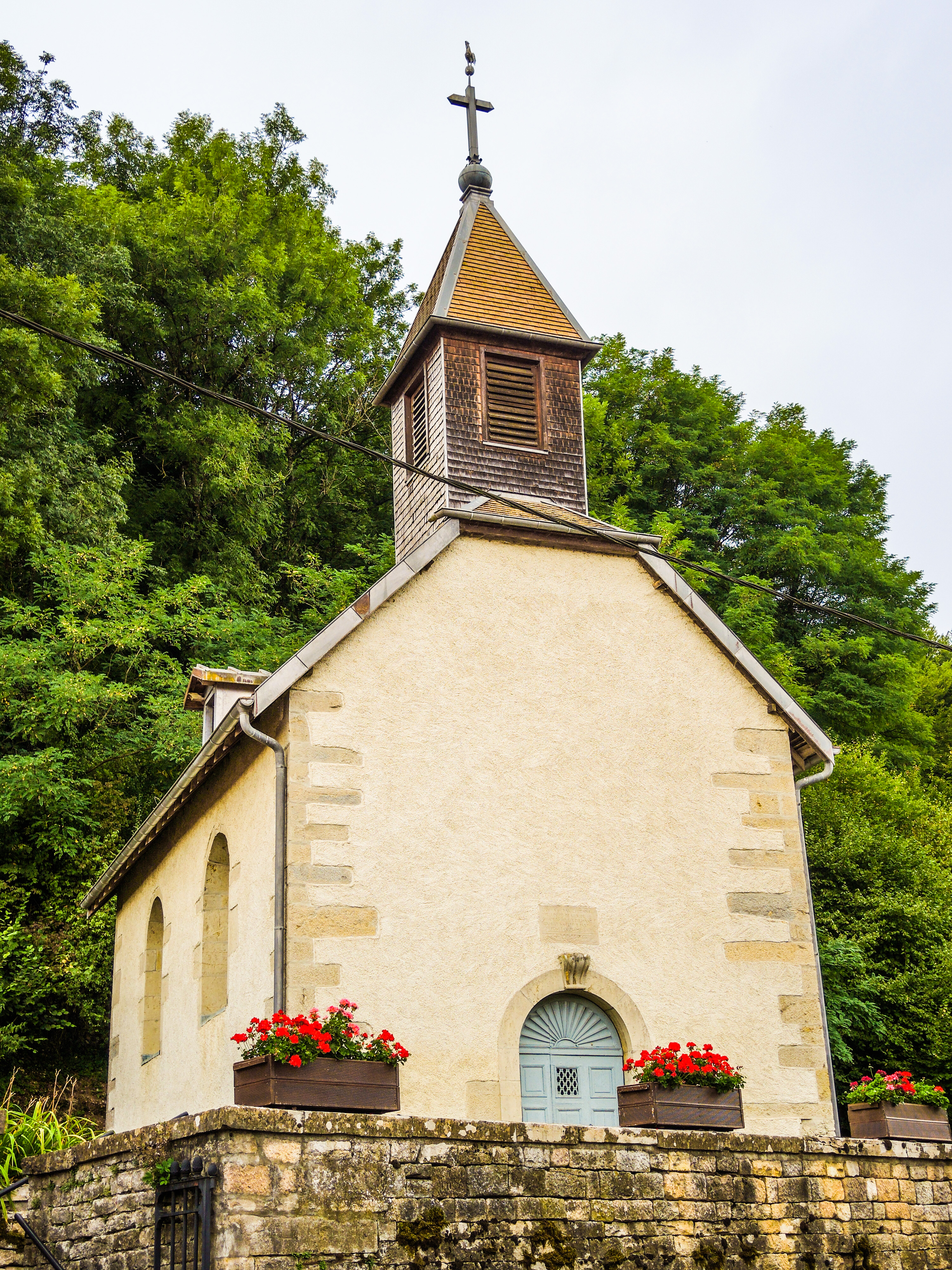
Kapelle Saint-Guérin